# Gynoplistia inconjuncta
Gynoplistia inconjuncta är en tvåvingeart som beskrevs av Alexander 1926. Gynoplistia inconjuncta ingår i släktet Gynoplistia och familjen småharkrankar. Inga underarter finns listade i Catalogue of Life.